# Cleveland Guardians
Los Cleveland Guardians (en español, Guardianes de Cleveland), anteriormente llamados Cleveland Indians, son un equipo profesional de béisbol de los Estados Unidos con sede en Cleveland, Ohio. Compiten en la División Central de la Liga Americana (AL) de las Grandes Ligas de Béisbol (MLB) y disputan sus partidos como locales en el Progressive Field.

## Historia

### 1894-1935: Fundación y primeros años
El equipo de los Grand Rapids Rustlers (Cuatreros) se fundó en Míchigan en 1894 y estaban en la Liga del Oeste. En 1900, el equipo se mudó a Cleveland y fue llamado The Cleveland Lake Shores. Alrededor de ese mismo tiempo, Ban Johnson cambió el nombre de su liga menor (Westerns League) a American League. En 1900, la Liga Americana fue considerada una liga menor. En 1901 el equipo fue renombrado como the Cleveland Bluebird cuando la Liga Americana rompió con la Liga Nacional y declaró que ellos competirían como una Liga Mayor. La franquicia de Cleveland fue una de las ocho miembros fundadores de la Liga.
El dueño del nuevo equipo, era el magnate del carbón Charles Somers y Jack Filfonul. Somers, un nuevo industrial, era también copropietario de los Boston Americans, haciendo préstamos a los dueños de otros equipos, incluyendo a Connie Mack, dueño de los Atléticos de Filadelfia para que la nueva liga siguiera a flote. Los jugadores no querían el nombre de "Bluebirds" para el equipo de béisbol. Los periodistas frecuentemente le llamaban a Cleveland Blues, los "Azules" debido a que todo el uniforme era azul, pero los jugadores no aceptaron nunca este nombre como oficial. Ellos trataron de cambiar el nombre a Cleveland Bronchos (o Broncos) en 1902, pero este nombre no fue oficial y nunca fue utilizado.
Los "Bluebirds" tuvieron problemas financieros en las primeras dos temporadas. Esto hizo pensar seriamente a Somers de mudar al equipo a Pittsburgh o Cincinnati. Pero en 1902 después del conflicto entre la Liga Nacional y la Liga Americana, vino la calma. En 1901 Napoléon "Nap" Lajoie, el segunda base estelar de los Filis de Filadelfia, se cambió a los Atléticos después de que su contrato fue tasado en 2,400 dólares por año uno de los más altos de este prolífico jugador estrella de la Liga Americana. Los Filis trataron posteriormente de forzar el regreso de Lajoie, mediante una cláusula, quejándose en la Corte Suprema de Pensilvania. Esta situación no fue la esperanza para que hubiera un arreglo entre ambas ligas. Por lo tanto, un licenciado descubrió que la quejas era procedente solo en el estado de Pensilvania. Mack le dio las gracias a Somers por su pasado apoyo financiero, enviado a Lajoie a los moribundos Blues, quien ofreció un salario de 25 mil dólares por tres años. Debido a esta situación, Lajoie fue el único jugador que estuvo en el banquillo cuando se enfrentaron a los Atléticos de Filadelfia. Lajoie llegó a Cleveland el 4 de junio y de inmediato fue un hit, entusiamando a los 10 mil fanáticos de la Liga Park. Más tarde fue nombrado capitán del equipo y en 1903 el equipo fue renombrado como los Cleveland Naps (Siestas de Cleveland), después de que un periodista hizo una encuesta y lo escribió.

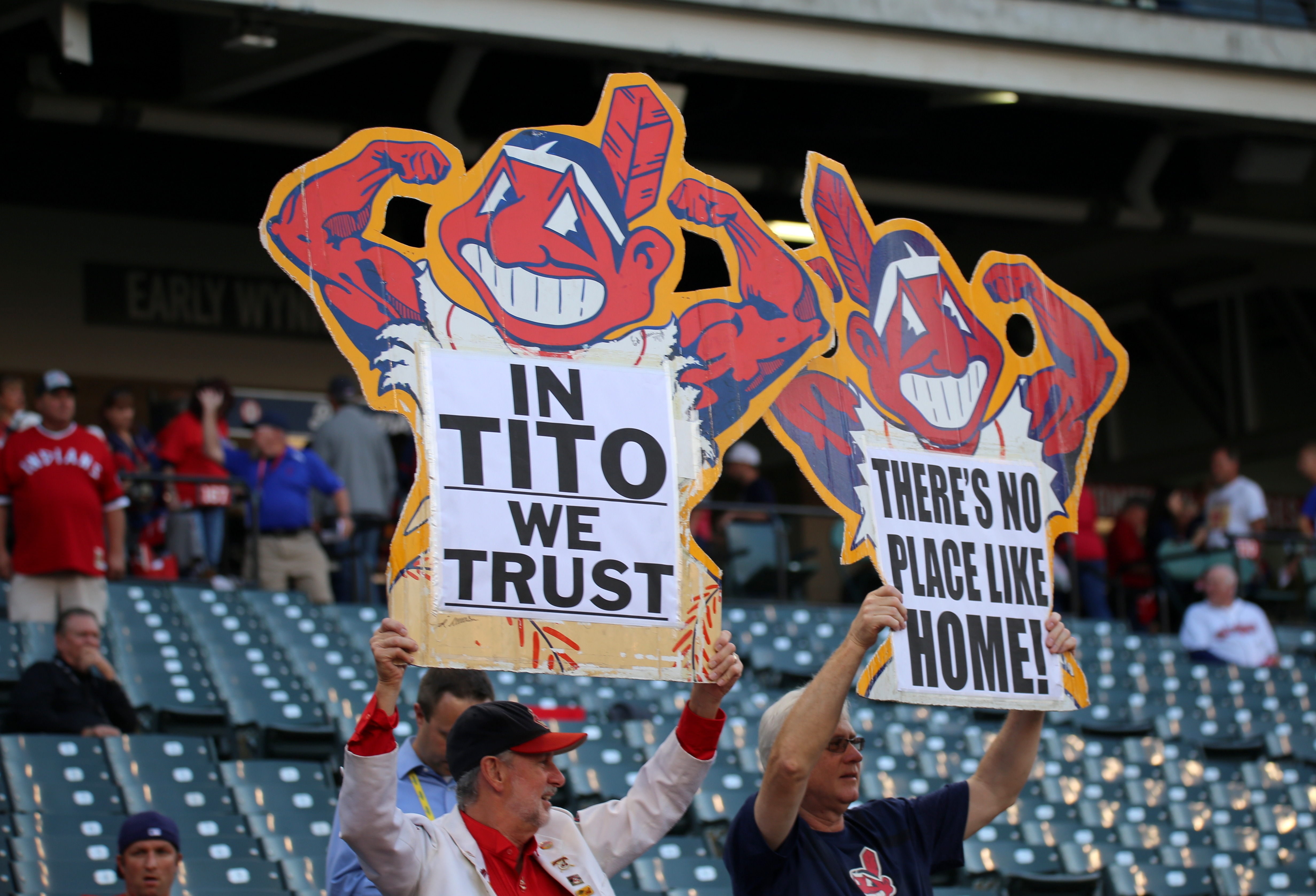
Seguidores sujetan pancartas de Chief Wahoo, la antigua imagen representativa del equipo.

Lajoie fue nombrado mánager en 1905 y la fortuna del equipo llegó. Finalizaron a la mitad de la Liga en 1908. A la temporada siguiente, Lajoie continúo como mánager y también como jugador.
Cy Young regresó a Cleveland en 1909 siendo poco efectivo en tres años y de Addie Joss el cual falleció por meningitis tuberculosa antes de la temporada de 1911.
Desarrollando un lineup poderoso con Lajoie y Shoeless Joe Jackson, con un pitcheo muy pobre, el equipo quedó en tercer lugar muchas veces en la década siguiente. Un reportero se refería al equipo como Napkins, como servilletas, "porque ellos se doblaban fácil" En 1912, el equipo cambio de nombre a "Cleveland Molly McGuires" después de que los mineros del carbón trataron de establecer una unión y fueron catalogados como "héroes". Este nombre permaneció por tres años. El equipo entre 1914 y 1915 finalizó en el sótano en ambos años.
Lajoie, ya cercano a los 40 años, ya no era el bateador de hits en la liga, ya que bateó para .258 en 1914. Con Lajoie envuelto en un pleito con el mánager Joe Birmingham, el equipo lo envió a los Philadelphia Athletics. Con Lajoie fuera del equipo, los Molly MCguires necesitaban ahora un nuevo sobrenombre. Somers pidió apoyo a través de los periódicos para el nuevo nombre, basando en su historia y el equipo fue llamado los Indios de Cleveland. La leyenda de esta equipo, honra a Louis Sockalexis quien mencionó este nombre en 1915. Sockalexis, un Nativo Americano, había jugado en Cleveland entre 1897-1899. Pero su leyenda no es tan creíble, ya que el nuevo nombre corresponde a loa Bravos de Boston conocidos como los "Milagrosos Bravos", después de que el equipo llegó desde el último lugar el 4 de julio a disputar la Serie Mundial en 1914. Propuestas como las Arañas de Cleveland de la Liga Nacional, tuvieron algunas veces que informar que ellos se llamaban "Indios" durante el tiempo de su corta carrera de Sockalexis. Pero rápidamente se informó del nuevo nombre.
Al mismo tiempo, los negocios de Somer empezaron a tener problemas financieros. Jugando los Indios muy pobremente, con pobres asistencias en los juegos, Somers decide enviar a Joe "Descalzo" Jackson a mitad de la temporada del 1915 a los Atléticos de Filadelfia, a cambio de dos jugadores y de 31,500 dólares uno de los pagos más grandes por un jugador en ese tiempo.
1916 fue el fin de Somers como dueño y vendió el equipo al sindicado establecido en Chicago y encabezado por el contratista del ferrocarril Jack Dunn. El mánager Lee Fohl adquirió dos pitchers de ligas menores: Stan Coveleski y Jim Bagby, trayendo al centerfield Tris Speaker, quién tenía una disputa salarial con los Medias Rojas de Boston. Con la llegada de estos tres jugadores estaba Cleveland finalmente listos para pelear un campeonato.
Los Indios de 1920, ganaron su primera Serie Mundial en la historia. Speaker fue mánager-jugador en 1919 y llevó al equipo a la obtención del gallardete en 1920. El 16 de agosto, los Indios jugaban contra los Yankees de Nueva York en el Polo Grounds de Nueva York. El Shorstop Ray Chapman, quién estaba en el plato para batear, recibió un pelotazo en la cabeza por un lanzamiento de Carl Mays quién tenía una bola submarina. Esto fue en la tarde confundido entre las sombras y el área del center field (los bateadores estaban a espaldas) y la luz de la tarde cayendo. Al momento, el pitcher para realizar su trabajo, le dieron una bola nueva en el momento que estaba dentro del campo. Por turnos ellos estaban sudados, y con jugo de tabaco. Al momento de lanzar la bola, con arena, maltratada, pinchada, cortada. El resultado fue que apareció entre la luz y la sombra una pelota lanzada erráticamente que apareció en el plato y que era difícil de ver.
En ese caso Chapman no tuvo los reflejos para quitarse del lanzamiento de Mays. El pelotazo fue en la cabeza, fracturando el cráneo. Chapman murió al día siguiente y es hasta ahora el único jugador que ha fallecido por una lesión en el cráneo originada por un pelotazo. Los Indios, quienes estaban luchando contra los Yankees y las Medias Blancas por el título de la Liga, no aflojaron y estando embalados obtuvieron el campeonato. El novata Joe Sewell el cual fue traído de la sucursal de Nueva Orleans, suplió con creces a Chapman en el lineup y bateó .329 el resto de la temporada y con buena actuación en la Serie Mundial.
En septiembre de 1920, el Escándalo de las Medias Negras estaba en ebullición. Con solo pocos juegos por definir la temporada, Cleveland y Chicago, estaban nuca a nuca luchando por el primer lugar, con registros de 94-54 y 95-56 respectivamente. El dueño de Chicago suspendió a 8 jugadores. Los Medias Blancas perdieron dos de tres de sus series finales mientras que Cleveland ganó cuatro y perdió dos de sus dos series finales. Cleveland finalizó dos juegos arriba de Chicago y tres juegos sobre los Yankees de Nueva York, ganando por primera vez el banderín de la Liga Americana lidereados por Speaker el cual había bateado para .388 y con 30 victorias de Jim Bagby apoyados por el sólido bateo de Steve O'Neill y de Stan Coveleski. Cleveland despachó a los Robins de Brooklin (Dodgers) 5 juegos a 2 con lo cual ganó su primera Serie Mundial.

### 1936-1946: La era de Bob Feller
Bob Feller ganó en la Liga Americana la Triple Corona en 1940. Miembro del equipo campeón y ganador de la Serie Mundial de 1948, los Indios tuvieron un líder en ganados, en ponches y miembro del Salón de la Fama. Los Indios tenían un equipo de media tabla en la década de los 1930s, finalizando tercero y cuarto lugar por muchos años. En 1936, arribó a Cleveland una nueva superestrella de 17 años el pitcher Bob Feller. El venía de Iowa con una dominante bola rápida. Esa temporada, Feller marcó el récord de 17 ponches en un juego sencillo de 9 entradas y fue líder de la Liga en ese departamento de 1938 a 1941.
El 20 de agosto de 1938, los cácheres de los Indios Hank Helf y Frank Pytlak "tener la mejor actitud" y que cachaban a cuenta gotas como si fueran enviadas del piso 708 de una Torre Terminal.
Pero en 1940, Feller solo con Ken Keltner, Mel Harder y Lou Boudreau, llevaron a los Indios a ganar muchos juegos y estar a solo uno del líder. Pero el equipo sufrió una sacudida por la disensión de algunos jugadores (Bob Feller y Mel Harder incluidos) que requirió que el mánager Bradley y el gerente Ossie Vitt apagaran el fuego. Los reporteros satanizaron esta actitud y fueron llamados los "Niños llorones de Cleveland". Feller quién había pitcheado un juego sin hit al principio de la temporada y había ganado 27 juegos, perdió el juego final de la temporada con el desconocido pitcher Floyd Giebell de los Tigres de Detroit. Los Tigres ganaron y Giebell nunca más ganó un juego de liga mayor.
Cleveland inició 1941 con un equipo joven y un nuevo mánager: Roger Peckinpaugh quién había reemplazado a Vitt. Pero el equipo terminó cuarto en la Liga. Cleveland perdió dos de sus estrellas: Hal Trosky el cual se retiró en 1941 debido a la migraña y Bob Feller el cual se enlistó en la Marina, dos días después del ataque a Pearl Harbor por el Imperio del Japó, con la entrada de los Estados Unidos en la Segunda Guerra Mundial. El tercera base titular Ken Keltner y el outfielder Ray Mack ambos fueron drafteados en 1945 por el ejército y fueron dos más que estaban fuera del lineup de los Indios.

### 1946-1949: Los años de Bill Veeck
Bill Veeck pertenecía a un grupo importante de hombres de negocios y ofreció al grupo de Bradley 1.6 millones de dólares por el equipo. Entre los inversionistas estaba Bob Hope quién había crecido en Cleveland y el primer slugger de los Tigres de Detroit, Hank Greenberg. Él era dueño de un franquicia de Liga Menor con base en Milwaukee. Veeck se trasladó a Cleveland para la promoción. En este punto, Veeck trajo al de la cara ruborizada, Max Patkin "el Príncipe Payaso del Béisbol" como entrenador. Patkin apareció en el cajón de coacheo siendo una promoción que deleitó a los fanáticos pero que enfureció a la oficina de la Liga Americana.
Reconociendo que ellos habían adquirido a un sólido equipo, Veeck abandonó el estadio, poco después y fijo su residencia cercano al Cleveland Municipal Stadium. Los Indios se habían mudado y brevemente del League Park, un parque pequeño, antiguo y sin luz, al Municipal Stadium a mediados de 1932, pero regresaron debido a las complicaciones surgidas en su medio ambiente. De 1936, los Indios tuvieron un incremento en el número de juegos del Municipal, pero para 1940, muchos juegos fueron jugados en su casa que era el League Park, el cual fue demolido en el año de 1951, quedando una parte de los taquillas como recuerdo. Este estadio demolido, tenía la característica por sus medidas, de ajustarlo de acuerdo al rival de los Indios colocando una valla y ampliando y reduciendo aproximadamente 5 metros de acuerdo al rival. En 1947 la Liga Americana, reglamentó las medidas de los estadios por temporada. Este tipo de medidas, permitió que los Indios tuvieran un récord importante de asistencia, el cual fue el 10 de octubre de 1948 (juego cinco de la Serie Mundial) contra los Bravos de Boston que fue visto por 84 mil fanáticos. Este récord permaneció por 11 años, hasta que los Dodgers de los Ángeles, metieron 92.500 fanáticos en el juego número cinco de la Serie Mundial de 1959 contra los Medias Blancas de Chicago, en el Memorial Coliseo de los Ángeles, California.
Bajo el liderazgo de Veeck, lo más importante para el equipo de Cleveland, fue el haber roto la barrera del color en la Liga Americana, firmando a Larry Doby, primer jugador de raza negra en la Liga Americana proveniente de los Newark Eagles (Águilas) en 1947, equipo de las Ligas Negras, once semanas después que Jackie Robinson firmara con los Dodgers de Brooklyn. Al igual que Robinson, Dobby batalló contra el racismo en su campo y tuvo un promedio de bateo de .301 en 1948, su primera temporada completa. Un poderoso centerfield, Doby fue líder de la Liga Americana en jonrones, en dos ocasiones.
En 1948, necesitando pitcheo para ganar la carrera del campeonato, Veeck miró nuevamente a las Ligas Negras y firmó al gran pitcher originario de Alabama, Leroy (Satchel) Paige con mucha controversia. Con todo y la barrera de la Liga Americana durante esta época, Veeck firmó a una estrella veterana en 1948 que fue vista por muchos como un ardid de publicidad. Paige tenía 42 años de acuerdo a los documentos de nacimiento, pero su mamá decía que tenía 46. Ha sido el novato más viejo en la historia de las Ligas Mayores y el primer pitcher de raza negra en lanzar en una Serie Mundial. Paige finalizó el año con récord de 6-1 con 2.48 en carreras limpías, 45 ponches y dos bases intencionales.
En 1948, los veteranos Boudreau, Keltner y Joe Gordon habían tenido unas buenas temporadas de bateo, mientras los recién llegados Doby y Gene Bearden también habían ayudado en estas temporadas. El equipo empezó a caer y tuvo que jugar con los Medias Rojas de Boston, el único juego de playoff, el primero en la historia de la Liga Americana, para ir a la Serie Mundial. En la Serie Mundial, los Indios derrotaron a los Bravos de Boston cuatro juegos a dos para su primer campeonato en 28 años. Boudreau ganó el MVP (jugador más valioso) de la Liga Americana.
Habían pasado 28 años, desde que los Indios se habían coronado en la Liga Americana y de la tragedia de Ray Chapman. El mundo había cambiado en forma importante, dado que había furia colectiva por la integración racial especialmente en el béisbol, más aún cuando Larry Doby vino a ser el primer negro en jugar en la Liga Americana y en 1948 el primero de esta Liga en una Serie Mundial. El más grande de los lanzadores de las Ligas Negras, el viejo Leroy "Satchel" Paige, había debutado con Cleveland siendo el primer negro en lanzar en una Serie Mundial a los 42 años, según los papeles pero 46 años según su mamá. Era la razón de que todos los negros e integracionistas de Estados Unidos desearan la victoria de los aborígenes en el primer juego extra de desempate en la historia de Grandes Ligas. Todo, porque los equipos de Cleveland y Boston terminaron empatados en la temporada con récord idéntico: 96-58. Los Indios ganaron 8 a 3. Así Cleveland sacaba no solo a los Medias Rojas de Boston de la Serie Mundial, sino que evitaba una Serie Mundial toda en Boston, porque los Bravos de Boston habían ganado el gallardete de la Liga Nacional, sacando 6 juegos y medio de ventaja sobre los Cardenales, que acabaron en el segundo lugar.
Este equipo estaba formado y dirigido por Lou Broudreau mánager y shortstop siendo el Más Valioso de la Liga Americana, Ken Keltner, Larry Doby, Leroy "Satchel" Paige, Gene Bearden especialista en knuckleball y ganador de veinte juegos en la temporada con porcentaje de carreras limpias de 2.43, Bob Lemon con récord de 20-14 y 2.82 de carreras limpias, Bob Feller con récord de 19-15 y 3.57 en carreras limpias, Steve Gromek.
La siguiente temporada, Cleveland volvió a contender pero terminó en tercer lugar. El 23 de septiembre de 1949, Bill Veeck y los Indios, se juntaron en el centerfield, un día después que estaban matemáticamente eliminados de la carrera por el título.
Más tarde, en 1949, la primera esposa de Veeck (quien tenía la mitad de las acciones de Veeck en el equipo) se divorció. Con mucho de este dinero de los Indios perdido, Veeck se vio forzado a vender el equipo al sindicado encabezado por el magnate Ellis Ryan.

### 1950-1959: Sueños perdidos
Ryan quedó fuera en 1953 en favor de Myron Wilson, a quién le había ganado el turno a William Daley en 1956. Después de estos movimientos en la gerencia del Club, se formó un poderoso equipo compuesto por Bob Feller, Larry Doby, Orestes "Minnie" Miñoso, Luke Easter, el mexicano Roberto "Bobby" Ávila, Al Rosen, Early Wynn, Bob Lemon y Mike García continuando siendo un equipo contendiente en la década de 1950's. Pero Cleveland solo ganó un título en esa década en el año de 1954, pero finalizando segundo lugar detrás de los Yankees de Nueva York en cinco ocasiones.
Roberto "Bobby" Ávila, (Beto en México y Latinoamérica) 2a base, fue el primer jugador latinoamericano que sería campeón de bateo de la Liga Americana con un porcentaje de .341. Había sido visto jugando en la Liga Mexicana con los Pericos de Puebla y posteriormente con el equipo de Azules de Almendares de la Liga Cubana en donde los scouts (buscadores de talentos) dieron la información a la oficina central de los Indios, de la calidad de este segunda base. Otro equipo que quiso firmarlo fueron los Yankees y los Piratas de Pittsburgh pero las mejores condiciones del contrato, las ofreció la directiva de los Indios. 
La más grande temporada ganadora en la historia de la franquicia fue en 1954, cuando los Indios terminaron la temporada con récord de 111-43 (.721). Esto marcó un récord en la Liga Americana de juegos ganados por 44 años, hasta que los Yankees ganaron 114 juegos en 1998 (de una temporada regular de 162 juegos). Los Indios de 1954 tuvieron un porcentaje ganador de .721 un récord también de la Liga Americana. Los Indios regresaron a la Serie Mundial contra los Gigantes de Nueva York. El equipo no pudo obtener el título y finalmente perdió por limpia la Serie Mundial. Esta Serie fue notable para Willie Mays, sobre todo por haber captura sobre su hombro un batazo de Vic Wertz en el juego número uno.
Tuvieron que pasar seis años para que Cleveland fuera campeón de la Liga Americana. Dirigidos por Al López. Habían ganado 111 juegos en la temporada. El equipo de los Indios estaba integrados por el mexicano Roberto "Beto" Ávila, primer campeón de bateo latinoamericano con .341 de porcentaje de bateo, Larry Doby campeón de jonrones con 32 y de carreras impulsadas con 126, el cuarto bate y tercera base Al Rosen con promedio de .300 y con 24 jonrones y 102 carreras impulsadas, Bob Lemon, pitcher muy efectivo, Vic Wertz. Early Wynn, Al Smith, Mike García. Con este equipo eran ampliamente favoritos para ganar la Serie Mundial al campeón de la Liga Nacional, Los Gigantes de New York, que tenían entre sus filas al campeón de bateo de la Liga Nacional: Willie Mays. Se verían las caras los dos campeones de bateo de ambas ligas, condición que no se ve frecuentemente. 
Pero desde el primer juego de esta Serie Mundial, cuando Willie Mays pega una gran carrera por todo el jardín central del Polo Grounds y atrapa la pelota a 460 pies del home, bateada por Vic Wertz, y que es considerada como una de las jugadas más recordadas de todas las Series Mundiales, muchos de los jugadores de los Indios comprendieron que no se podía hacer gran cosa ante este tipo de jugador. Si bien tanto Beto Ávila como Willie Mays tuvieron una Serie Mundial para el olvido, dado que los dos fueron maniatados por los contrarios, ya que ambos habían sido bien estudiados y teniendo porcentaje de bateo muy bajos.

### 1960-1993: Tres décadas de depresión
Durante este tiempo, los Indios obtuvieron un tercer lugar en la temporada de 1968 y seis veces en cuarto lugar en las temporadas 1960, 1974 a 1976, 1990 y 1992, esperando el tiempo para tener otra vez un título divisional. Pero sería muchos años después que los Indios serían campeones nuevamente de la Liga Americana.
Los Indios trajeron como gerente general a Frank Lane, conocimiento como "el negociante" Lane proveniente de los Cardenales de San Luis en 1957. Lane se había ganado la reputación como un gerente general que amaba el hacer cambios. Con los Medias Blancas de Chicago, Lane hizo más de 100 movimientos involucrando a cerca de 400 jugadores en siete años. En el corto tiempo en que estuvo con los Cardenales de San Luis, el negoció a Red Schoendienst y a Harvey Haddix. La salida de estos jugadores fue causa de su despido, ya que empezaba a desplumar a los Cardenales. Lane tenía la filosofía de poder negociar todo lo que se pudiera, lamentando no poder hacer más negociaciones.
Una de las huellas más profundas de Frank Lane fue cuando negoció a Roger Maris de los Indios de Cleveland a los Atléticos de Kansas City a mediados de 1958. El ejecutivo de los Indios, Hank Greenberg nunca estuvo de acuerdo en ese cambio de Maris, diciendo que el aborrecía a Lane. Después que Roger Maris rompió el récord de jonrones de Babe Ruth, Lane se defendío diciendo que cuando negoció a Maris, este era un jugador desconocido y que había recibido a cambio buenos jugadores.
Después que negoció a Roger Maris, Lane adquirió a un jugador de 25 años, llamado Norman Cash de los Medias Blancas de Chicago a cambio de Orestes "Minnie" Miñoso, pero Cash fue negociado a los Tigres de Detroit sin haber jugado un solo partido con los Indios. Norman Cash daría 350 jonrones en su carrera con los Tigres, siendo uno de los históricos de ese equipo. Los Indios recibieron a cambio a Steve Demeter, quién solo tuvo con los Indios, cinco turnos al bate.
En 1960, Lane hizo uno de los cambios más sorprendentes cuando envió al slugging, jardinero derecho y favorito de la afición Rocky Colavito a los Tigres de Detroit por Harvey Kuenn antes del día de la inauguración de la temporada de 1960.
Este fue un cambio cocinado desde 1959, dado que Colavito había sido el co-campeón jonronero de la Liga Americana y Harvey Kuenn el campeón de bateo. Antes de este cambio, Colavito había tenido cuatro temporadas con 30 jonrones y había estado en tres Juegos de Estrellas jugando para Detroit y Kansas City antes de regresar a Cleveland en 1965. Kuenn por otro lado, jugó solo una temporada con los Indios y fue negociado a la temporada siguiente a los Gigantes de San Francisco por el veterano Johnny Antonelli y Willie Kirkland. El periódico Akron Beacon a través del periodista Terry Plaito, documentó por décadas basándose en el libro la maldición de Rocky Colavito. Después de esta maldición, Colavito dijo que nunca hizo una maldición para los Indios pero su cambio fue por una disputa salarial con Lane.
Lane también se involucró en el cambio de mánagers a mitad de la temporada de 1960, enviando a Joe Gordon a los Tigres en intercambio por Jimmy Dykes. Lane dejó el equipo en 1961 pero sus huellas permanecieron. En 1965, los Indios cambiaron al pitcher Tommy John, quién ganaría 288 juegos en su carrera, y quién había sido Novato del Año en 1966 en la Liga Americana, y Tommy Agee a los Medias Blancas de Chicago, para el regreso de Colavito.
La década de los años 70 no fue mejor. Siguieron los cambios de los Indios de varias futuras estrellas como Craig Nettles, Dennis Eckersley, Buddy Bell y al Novato del Año de la Liga Americana en 1971, Chris Chambliss, por un número de jugadores que no tuvieron gran impacto. Seguían cambiando buenos prospectos que serían estrellas en otros equipos pero no con los Indios.
En 1963, el sindicato de Delay, vendió el equipo a un grupo encabezado por el gerente general Gabe Paul. Tres años más tarde, Paul vendió a los Indios a Vernon Stouffer, del imperio de alimentos congelados Stouffer. Antes de la llegada de Stouffer, el equipo se rumoreó mudarse a otra ciudad, dado tuvo las peores asistencias. Después de un fuerte apoyo financiero por el dueño, Strouffer no estaba relacionado con el negocio del béisbol, consecuentemente el equipo empezó a tener pérdidas. Con el fin de solventar problemas financieros, Stouffer hizo el ofrecimiento de jugar un mínimo de 30 partidos de local, en la ciudad de Nueva Orleans con la posibilidad de cambio de sede. Después del ofrecimiento de George Streinbrenner y del decano de los Indios, Al Rosen, Stouffer vendió el equipo en 1972 a un grupo que ya tenía a los Cleveland Cavaliers (caballeros) y a Clevelan Barons (Barones)siendo el dueño Nick Mileti. Steinbrenner compró en 1973 a los Yankees de Nueva York.
Solo cinco años después, el grupo de Miletti, vendió el equipo por 11 millones de dólares al sindicado del magnate trailero Steve O'Neill el cual incluyó como primer gerente general a Gabe Paul. O'Neill falleció en 1983 y el equipo se fue al mercado una vez más. Su hijo, Patrick O'Neill no encontró un comprador del equipo, pero los magnates estatales Richard y David Jacobs, compraron el equipo en 1986.
El equipo con tanto movimiento de dueños, tuvo temporadas perdedoras de 1969 y 1975. Una brillante adquisición fue la del pitcher Gaylord Perry en 1972. Pero los Indios, cambiaron a Perry por el bola de fuego "Sudden Sam" (Súbito Sam) McDowell, quién sería el primer pitcher de los Indios en ganar el premio Cy Young. En 1975, Cleveland rompió otra barrera del color, con la llegada de Frank Robinson como el primer mánager Afroamericano en la Liga Americana. Robinson fue mánager-jugador y le dio brilló a la franquicia cuando lanzó la primera bola en el inicio de la inauguración de la temporada. La firma obtenida de Wayne Garland mediante un gran contrato, dado que había ganado 20 juegos con los Orioles de Baltimore, fue un desastre, luego que Garland presentó problemas en el hombro y con 28-48 en cinco años. El equipo no levantó teniendo a Robinson como mánager y este fue despedido en 1977. Ese año, el pitcher Dennis Eckersley lanzó un juego sin hit ni carrera contra los Ángeles de California. La siguiente temporada, él fue cambiado a los Medias Rojas de Boston donde ganó 20 juegos en la temporada de 1978 y 17 en la temporada 1979. Seguía la directiva de los Indios, dejando ir a sus estrellas.
Hubo momentos brillantes en los 1980's. En mayo de 1981, Len Barker lanzó un juego perfecto contra los Blue Jays (Pájaros Azules) de Toronto, uniéndose a Addie Joss como el otro pitcher de los Indios en hacerlo. "Super Joe" Charbonneau ganó el reconocimiento de Novato del Año de la Liga Americana. Desafortunadamente, Charbonneau estuvo fuera del béisbol en 1983 después de tener una lesión en la espalda y Len Barker, quién también tuvo lesiones, nunca volvió a ser el pitcher inicialista dominante.
Eventualmente, los Indios cambiaron a Barker a los Bravos de Atlanta por Brett Butler y Brook Jacoby quienes mantuvieron en esta década al equipo. Butler y Jacoby se unieron con Joe Carter, Mel Hall, Julio Franco y Cory Snider, los cuales dieron más tarde, nuevas esperanzas a los fanáticos a finales de la década de 1980's.
El primera base de los Indios y más tarde mánager, Mike Hargrove, quién ganó cinco títulos de la División Central (1995-1999) y dos Ligas Americanas (1995-1997) como mánager de los Indios. A través de los años ochenta, los dueños de los Indios tuvieron el proyecto de un nuevo estadio. Cleveland Stadium había sido un símbolo de los años de gloria de los Indios en la década de 1940 y 1950. Por lo tanto durante los siguiente años, su medio alrededor no era lo adecuado. El viejo estadio no tenía una edad grata. Había secciones del estadio en donde el concreto ya estaba roto y secciones de madera petrificada por lo antiguo. En 1984, el proyecto de construcción de un nuevo estadio costaría 150 millones de dólares pero fue rechazado por un referéndum.
Finalmente, en mayo de 1990, el condado de Cuyahoga votaron por un impuesto especial a las ventas de alcohol y de cigarros, en el condado. Este impuesto sería utilizado para financiar la construcción de Gateway Sports and Entertainmente Complex elc ual incluiría el campo de béisbol Jacobs Fields and Gund Arena para los Cleveland Cavaliers (Caballeros en francés) equipo de basketball. El equipo tenía nuevo dueño y un nuevo estadio. Ellos necesitaban un equipo ganador.
La fortuna en el equipo se inició en 1989, irónicamente con un cambio no popular. El equipo vendió al outfielder y bateador de poder Joe Carter a los Padres de San Diego por dos jugadores en desarrollo: Sandy Alomar Jr. y Carlos Baerga. Alomar fue inmediatamente un impacto, no solo por haber sido elegido en el Juego de Estrellas sino que también ganó por cuarta ocasión para los Indios de Cleveland, el Novato del Año y Guante de Oro. Baerga asistiría a tres juegos de estrellas con una consistente producción ofensiva.
El gerente general de los Indios, John Hart hizo varios movimientos que sacudirían el plantel. En 1991, el firmó a Mike Hargrove, como mánager de los Indios y al cácher Eddie Taubensee lo negoció a los Astros de Houston, quién envió varios outfielders en desarrollo entre ellos Kenny Lofton, el cual finalizaría en el segundo lugar en la votación como Novato del Año con un promedio de bateo de .285 y 66 bases robadas.
Los Indios recibieron el nombramiento de "La Organización del Año" por el Baseball America en 1992, como respuesta a la ofensiva y a los brillos surgidos en el sistema de sucursales.
El equipo tuvo una tragedia durante el año de 1993 en las negociaciones previas a la temporada, cuando en un bote iban Steve Olin, Tim Crews y Bob Ojeda y este chocó. Olin y Crews fallecieron y Ojeda tuvo series lesiones (perdió toda la temporada y por sus heridas, se retiró al año siguiente).
Al final de la temporada de 1993, el equipo estaba en transición, dejando el Cleveland Stadium y formando un talentoso núcleo de jugadores jóvenes. Muchos de estos jugadores venían del nuevo sistema de sucursales triple A de los Indios, proviniendo de los Charlotte Knights (caballeros), quienes habían ganado el título de la Liga Internacional ese año.

### 1994-2001: Nuevos comienzos
El Progresive Field (llamado inicialmente Jacobs Field) era la nueva casa de los Indios. El gerente general John Hart y el dueño del equipo Richard Jacobs manejaron con fortuna al equipo. Los Indios abrieron el Jacobs Field en 1994 con el estigma de haber terminado la campaña anterior en el sexto lugar. Los Indios estuvieron solo un juego detrás del líder de la división los Medias Blancas de Chicago el 12 de agosto, pero la huelga de jugadores, acabó con el resto de la temporada.
Después de haber sido contendiente en la abortada temporada de 1994, donde Cleveland tenía un récord de 100-44 (se perdieron 18 juegos por las negociaciones entre jugadores y dueños), en 1995, ganó su primer título divisional. Con los veteranos, Dennis Martínez, Orel Hershiser y Eddie Murray, combinado con peloteros jóvenes como Albert Belle, Jim Thome, Manny Ramírez y Charles Nagy, fueron líderes de la liga en promedio de bateo y el mejor en carreras limpias.
Cuarenta y un años después, los Indians fueron campeones de la Liga Americana y regresaron a una Serie Mundial. Este equipo estaba integrado por Orel Hershiser "El Bulldog", el nicaragüense Dennis Martínez, Julián Tavarez, Eddie Murray, José Mesa, Ken Hill, Albert Belle, Manny Ramírez, Jim Thome, Charles Nagy, Carlos Baerga, Sandy Alomar, Tony Peña, Álvaro Espinoza, Omar Vizquel, Greg McMichael, Alejandro Peña, Mike Wohlers, Kenny Lofton, Paul Sorento, Jim Poole. Se enfrentaron a los Atlanta Braves.
Ese año se jugaron 144 juegos y no los 162 por la secuela de la huelga de jugadores. Fue también el año de los primeros playoffs divisionales, fijados a máximo de 5 juegos. En la Liga Americana, los Indios barrieron a los Medias Rojas de Boston en tres juegos y luego ganaron el campeonato al vencer a los Marineros de Seattle 4 juegos a 2. El mánager campeón fue Mike Hargrove.
Los Indians repitieron como campeones de la División Central de la Liga Americana en 1996, pero perdieron ante los Orioles de Baltimore en la Serie Divisional. Notable que en esta temporada, todos los boletos de los juegos jugados en casa desde el primer día de la temporada fueron vendidos, por lo cual hubo llenos asegurados.
En 1997, Cleveland inició muy flojo pero finalizado con récord de 86-75. Obtuvo su tercer título divisional consecutivo y los Indios derrotaron a los Yankees de Nueva York en la Serie Divisional, 3 juegos a 2. Después de arreglar cuentas y derrotando a los Orioles de Baltimore, obtuvieron el título de la Liga Americana y se verían las caras con el campeón de la Liga Nacional, los Marlines de Florida en la Serie Mundial, que ha sido considerada hasta el momento actual, la Serie Mundial más fría de la historia. Con la Serie empatada después del sexto juego, los Indios ganaban el séptimo juego 2-1 pero el pitcher cerrador, tapón de lujo, José Mesa, permitió que los Marlines le empataran el juego. En el undécimo inning, Edgar Rentería remolcaría la carrera ganadora dando a los Marlines el primer título de la Serie Mundial. Cleveland pasaría a la historia, como el primer equipo de perder la Serie Mundial, teniendo ventaja en el noveno inning en el séptimo juego.
Dos años pasaron para que los Indios, fueran campeones de la Liga Americana, dirigidos por Mike Hargrove, con récord de 86-75 en donde despacharon en los playoffs divisionales a los Yankees de New York en cinco juegos y luego el siguiente paso fue derrotar a los Orioles de Baltimore en seis juegos y llegar a la Serie Mundial. Este equipo estaba formado por Charles Nagy, Al Leiter, Mike Jackson, José Mesa, Manny Ramírez, Orel "el Bulldog" Hershiser, Sandy Alomar, Chad Ogea, Eric Plunk, Jaret Wright, Matt Williams, Tony "Cabeza" Fernández, Omar Vizquel. Se enfrentarían al Campeón de la Liga Nacional: Los Marlines de Florida, un equipo de expansión y que había llegado a los plays-offs como comodín (wild card) con récord de 91-70, después de despachar a los Gigantes de San Francisco en tres juegos y en la serie por el campeonato de la Liga Nacional le ganaron en 6 juegos a los Bravos de Atlanta.
Los Indios llegaron al playoff por cuarto año consecutivo. Después de derrotar al wild card, los Medias Rojas de Boston 4-3  en la Serie de División, Cleveland perdió la serie del Campeonato de la Liga Americana ante los Yankees de Nueva York, quienes habían llegado a los juegos de play-off con un récord de 114 juegos ganados en la temporada regular.
Para la temporada de 1999, Cleveland adquirió al picher relevista Ricardo (Ricky) Rincón y al segunda base Roberto Alomar, hermano del cácher Sandy Alomar Jr. y ganó el título de la División Central por quinto año consecutivo. El equipo anotó 1009 carreras, siendo el primero (y hasta ahora el único) desde 1950 en los Medias Rojas de Boston anotaron más de 1000 carreras en una temporada. En ese tiempo, Cleveland no pasó la primera ronda, perdiendo la Serie Divisional ante los Medias Rojas de Boston, después de tener ventaja de dos juegos en la serie. Pero en el juego número tres, el inicialista de los Indios, Dave Burba tuvo una lesión en el cuarto inning. Cuatro pitchers, incluido el que sería el inicialista del cuarto juego Jaret Wright, permitieron nueve carreras en los relevos. Sin un relevista largo o un inicialista de emergencia en el roster del playoff, Hargrove inició con los pitchers abridores Bartolo Colon y Charles Nagy para los juegos cuatro y cinco con reposo de tres días. Los Indios perdieron el cuarto juego 23-7 y el quinto juego 12-8. Cuatro días más tarde, Hargrove fue despedido por el Gerente General.
En el 2000, los Indios tuvieron un inicio de 44-42 pero después del Juego de Estrellas y estando en 46-30 el resto de la temporada finalizó 90-72. El equipo tuvo una de las mejoras ofensivas de la Liga Americana en ese año y una defensiva que fue ganadora de tres Guantes de Oro. Aun así, finalizaron cinco juegos detrás de los Medias Blancas de Chicago, en la División Central y perdieron el wildcard por un juego ante los Marineros de Seattle. A mitad de la temporada, fueron negociados Bob Wickman y Jake Westbrook a Cleveland. Después de la temporada, se hizo agente libre el outfielder Manny Ramírez, firmando con los Medias Rojas de Boston.
En el 2000, Larry Dolan adquirió a los Indios en 320 millones de dólares de Richard Jacobs, quien más tarde con su hermano David, habían pagado 45 millones de dólares por el Club en 1986. La venta del equipo, fue un récord en ese tiempo en la compra de una franquicia de béisbol.
El año 2001 vio el retorno a los playoffs. Después de las partidas de Manny Ramírez y Sandy Alomar Jr. los Indios firmaron a Ellis Burks y al MVP Juan "Igor" González quién ayudaría al equipo a ganar la División Central con récord de 91-71. Uno de los días más brillantes fue el 5 de agosto, cuando los Indios completaron el más grande regreso en la historia de la Liga Americana. Cleveland perdía 14-2 en el séptimo inning con los Marineros de Seattle pero hizo un rallie de carreras ganando 15-14 en 11 innings. Los Marineros, quienes ganaron en la Liga Americana 116 juegos esa temporada, tenían un fuerte bullpen y el mánager de los Indios, Charlie Manuel, tuvo que utilizar a muchos de sus pitchers inicialistas para ganar el juego.
Seattle y Cleveland se verían de nuevo en la primera ronda de los playoffs, ganando los Marineros la serie 3-2 Al terminar la temporada 2001-2002 el gerente general John Hart, confirmó la continuación de su asistente Mark Shapiro.

### 2002-2010: Los años de Mark Shapiro y Eric Wedge
Mark Shapiro fue mánager general de los Indios del 2001 al 2010 y es el Presidente del equipo desde el año 2010 hasta el momento actual. Nombrado en dos ocasiones el Ejecutivo del año en Deportes. Reconstruyó el equipo, negociando a veteranos con talento joven. Se envió a Roberto Alomar a los Mets de Nueva York por un paquete de jugadores que incluía al outfielder Matt Lawton y los prospectos Alex Escobar y Billy Traber. Cuando el equipo estaba contendiendo a mitad de la temporada del 2002, Shapiro le rescindió el contrato al mánager Charlie Manuel y negoció al as del pitcheo, Bartolo Colon por el prospecto Brandon Phillips, Cliff Lee y Grady Sizemore. Adquirió a Travis Hafner proveniente de los Rangers de Texas por Ryan Drese y Einar Díaz. Obtuvo de los Cardenales de San Luis a Coco Crisp por el veterano primera base Chuck Finley. Jim Thome emigró hacia los Filis de Filadelfia por un gran contrato.
Los jóvenes Indios, quedaron fuera de las postemporadas en el año 2002 y 2003 bajo el nuevo mánager Eric Wedge. Pero en la temporada 2004, mostraron una fuerte ofensiva pero continuaron con un bullpen débil que no pudo salvar más que 20 juegos. Una luz en la temporada fue la victoria por paliza ante los Yankees de Nueva York 22-0 el 31 de agosto, siendo estas una de las derrotas más terribles sufridas por los Yankees en la historia de la franquicia.
A principios del 2005, la ofensiva tuvo un inicio pobre. Después de un breve slump en el mes de julio, los Indios encendieron el fuego en agosto y de una desventaja de 15.5 juegos que tenían en la División Central, la bajaron a 1.5 juegos. Pero la temporada finalizó cuando los Indios perdieron seis de sus últimos siete juegos, Saphiro fue nombrado ejecutivo del año en el 2005. A la siguiente temporada, el club hizo varios cambios en roster pero reteniendo al núcleo de jugadores jóvenes. Al final de la temporada, hubo brillantez con la adquisición del buen prospecto Andy Marte proveniente de los Medias Rojas de Boston. Los Indios tuvieron una sólida defensivas esa temporada con carrera por varios años de Travis Hafner y Grady Sizemore. Hafner perdería el último mes de la temporada, pero empató el récord de seis grand slam (jonrón con casa llena), iniciado por Don Mattingly de los Yankees de Nueva York. Después de una sólida ofensiva, el bullpen desperdició 23 juegos al no poderlos salvar (siendo el último en este rubro en la Liga) y los Indios terminaron cuartos.
En el 2007, Shapiro firmó a veteranos para que le ayudaran en el bullpen y el outfield al final de la temporada. Así llegaron a los Indios, los veteranos Aaron Fultz y Joe Borowki uniéndose con Rafael Betancourt en el bullpen de los Indios. Los Indios mejoraron su actuación el año anterior, siendo la segunda plaza para el Juego de Estrellas. El equipo regresó a Kenny Lofton para su tercera temporada con el equipo, en julio. Los Indios finalizaron con un récord de 96-66 empatando con los Medias Rojas de Boston, pero siendo ellos mejores obtuvieron por séptima ocasión el título de la División Central en 13 años y su primera postemporada desde el 2001.
En el 2007, los Indios iniciaron su postemporada, derrotando a los Yankees de Nueva York en la Serie Divisional de la Liga Americana tres juegos a uno. Esta serie sería recordada por lo sucedido en el campo en los innings finales del juego número dos, por la plaga de insectos que se hizo presente. Ellos también brincaron a los Medias Rojas de Boston tres juegos a uno en la Serie de Campeonato de la Liga Americana, pero la temporada tuvo un decepcionante final, cuando Boston barrió en tres juegos y avanzó a la Serie Mundial del 2007.
Pero no todo era pérdidas. El jugador de los Indios de Cleveland Grady Sizemore quien había tenido un porcentaje de fildeo de .995 y solo dos errores en 405 lance, ganó el Guante de Oro, primero desde el año 2001. El pitcher C.C. Sabathia ganó el segundo premio Cy Young en la historia del equipo con un récord de 19-7 y 3.21 de promedio en carreras limpias y fue el líder en las Ligas Mayores en innings pitcheados con 241. Eric Wedge fue ganador al premio de Mánager del Año siendo el primero que obtiene este logro en la historia del equipo. Shaphiro fue nominado por segundo año, ejecutivo del año.
Los Indios tuvieron una campaña endeble en la temporada 2008. Las lesiones de los bateadores Travis Hafner y de Víctor Martínez y del pitcher inicialista Jake Westbrook y Fausto Carmona favorecieron un pobre inicio. Los Indios eran últimos solo por un corto tiempo dado que entre junio y julio negociaron a C.C. Sabathia a los Cerveceros de Milwaukee por los prospectos Matt LaPorta, Rob Bryson y Michael Brantley. Negociaron también al tercera base, Casey Blake por el cácher prospecto Carlos Santana. El pitcher Cliff Lee tuvo un récord de 22-3 y un porcentaje de carreras limpias de 2.54 y obtuvo el Cy Young de la Liga Americana. Grady Sizemore tuvo un gran año en su carrera, ganando el Guante de Oro y el bate de plata en bateo. Los Indios finalizaron con un récord de 81-81.
Los prospectos de los Indios de esa temporada inicial, a fines de mayo tenían un récord de 22-30. Shapiro hizo múltiples ajustes: Cliff Lee y Ben Francisco fueron cambiados a los Filis de Filadelfia por los prospectos Jason Knapp, Carlos Carrasco, Jason Donald y Lou Marson. Víctor Martínez se envió a los Medias Rojas de Boston por los prospectos Bryan Price, Nick Hagadone y Justin Masterson. Ryan Garko cambiado a los Rangers de Texas por Scott Barnes y Kelly Shoppach enviado a las Mantarrayas de Tampa Bay por Mich Talbot. Los Indios terminaron la temporada en el cuarto lugar de su división con un récord perdedor de 65-97. El equipo anunció el 30 de septiembre del 2009, que Eric Wedge y todo su cuerpo de coacheo, ya no regresarían para la siguiente temporada. Manny Acta fue nombrado mánager del equipo, siendo el mánager número 40 el 25 de octubre del 2009.
El 18 de febrero del 2010, Shapiro fue nombrado que al terminar la campaña del 2010, sería el presidente del equipo y el presidente Paul Dolan, pasaría a gerente general. Sahpiro fue por largo tiempo asistente de Chris Antonetti cuando tenía el puesto de gerente general.

### 2011-2019: Antonetti/Francona
El ganador de dos Series Mundiales, Terry Francona fue nombrado mánager el 6 de octubre del 2012. Fue nombrado mánager del año en la Liga Americana en el 2013, después de llevar a los Indios a ganar el playoff para wild card (comodín).
Bajo la dirección de Terry Francona, Cleveland Indians empezó de manera excelente la campaña 2016 en la división Central de la Liga Americana. Rápidamente comenzó a mostrar su poder principalmente en el pitcheo, lo cual le permitió adueñarse del primer sitio y esperar a su contrincante, el ganador del playoff de la división del Este se enfrentaría a los Indians, que en este caso fue Boston Red Sox quienes fueron los campeones de la división del Este, con inicio de la Serie Divisional en Cleveland.
Cinco juegos, tan sólo ocho carreras y dos blanqueadas, todo esto fue posible con una combinación de buenos abridores y excelentes relevistas que permitieron a los Indios de Cleveland calificar al Clásico de Otoño por primera vez desde 1997, al ganar 3-0 a los Toronto Blue Jays en el quinto encuentro de la Serie de Campeonato de la Liga Americana. Con serenidad el novado zurdo Ryan Merritt fue capaz de silenciar la poderosa artillería canadiense durante cuatro entradas y un tercio para después dejarlo todo al sobresaliente bullpen aborigen encabezado por Andrew Miller y ahora Cleveland, a partir del 25 de octubre sería el anfitrión del representante del viejo circuito que disputan los Dodgers de Los Ángeles y los Cachorros de Chicago. Tratarían  de coronar lo que ha sido ya un año mágico en la ciudad luego que LeBron James y los Cavaliers se coronaron en la NBA (Liga de Basquetbol). Ese título fue el primero obtenido por cualquier equipo profesional de Cleveland desde 1964.
El mexicano Marco Estrada abrió por los Azulejos y retiró sin problemas a sus dos primeros enemigos, pero Francisco Lindor pegó sencillo y Mike Napoli atizó doble que fildeó mal el jardinero izquierdo Ezequiel Carrera y permitió anotar a Lindor. Indios volvió a cargar en el tercer rollo, con uno fuera Carlos Santana mandó la pelota detrás de la barda para el 2-0 y el remache vino en el cuarto tramo, con dos fuera el veterano Coco Crisp disparó otro de cuatro esquinas. Al igual que en el primer duelo, sus compañeros no respaldaron a Estrada con ninguna carrera, ahora su labor fue de seis innings con cinco hits, admitió tres carreras -una sucia- recetó siete ponches. La novena ronda corrió a cargo de Roberto Osuna, con un inning de labor de un hit y un ponche. Miller adquirido de New York Yankees fue seleccionado el jugador más valioso. José Bautista (18-3 .167), Josh Donaldson (18-6 .333), Edwin Encarnación (19-4 .211) y Troy Tulowitzki (18-2 .111) apenas dieron siete extrabases -tres dobles, dos triples y dos solitarios vuelacercas. Bautista y Encarnación pudieron haber jugado su último partido con los Azulejos, porque ambos se convertirían en agentes libres en las siguientes dos semanas.
En la Serie Mundial se enfrentaron a los Chicago Cubs. Los Indians llegaron a liderar la eliminatoria por 3-1. Sin embargo, los Cubs le dieron la vuelta a la serie y lograron su primer título mundial desde 1908.

#### 2020-Cambio de nombre
El 13 de enero de 2020 se anunció que el nombre del equipo cambiaría por temas raciales para la temporada 2022. El 23 de julio de 2021 la organización anunció en sus redes sociales que el equipo pasa a llamarse The Cleveland Guardians.

## Jugadores

### Números retirados
Los Indians han retirado 9 números de jugadores y uno en homenaje a su afición.

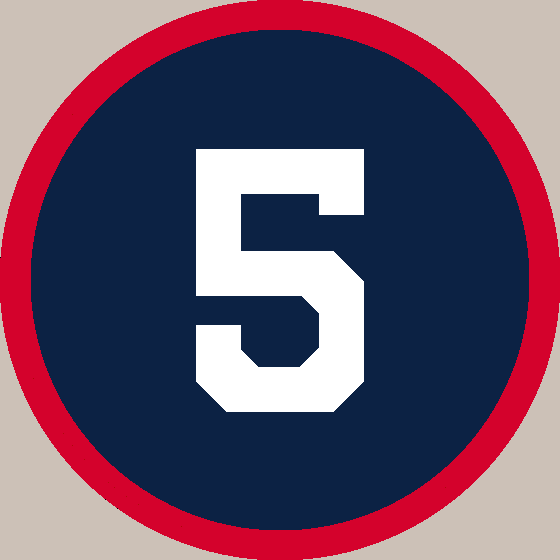
Lou Boudreau (SS y mánager). Retirado en 1970.
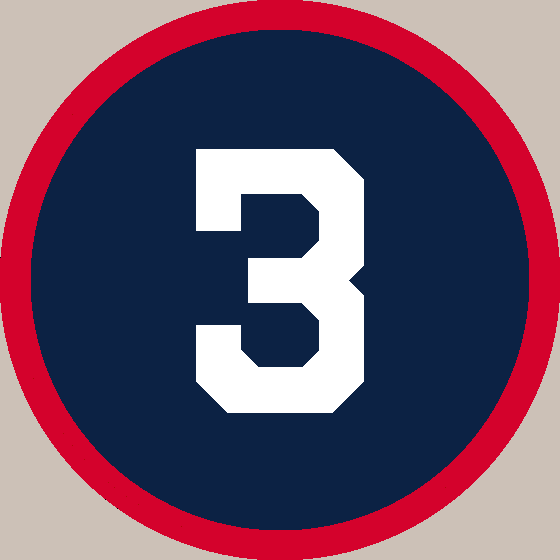
Earl Averill (CF). Retirado en 1975.
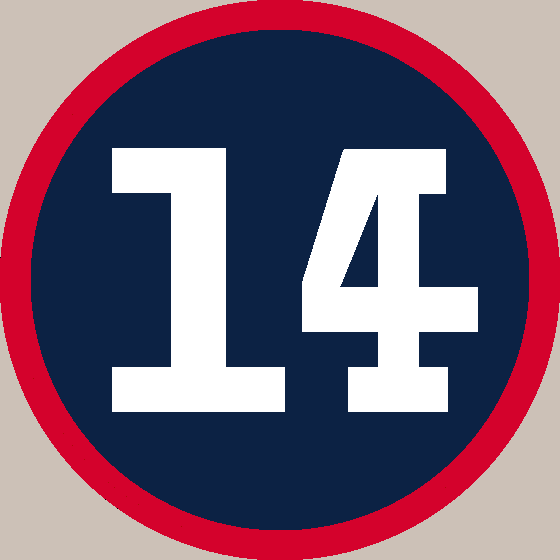
Larry Doby (CF y entrenador). Retirado en 1994.
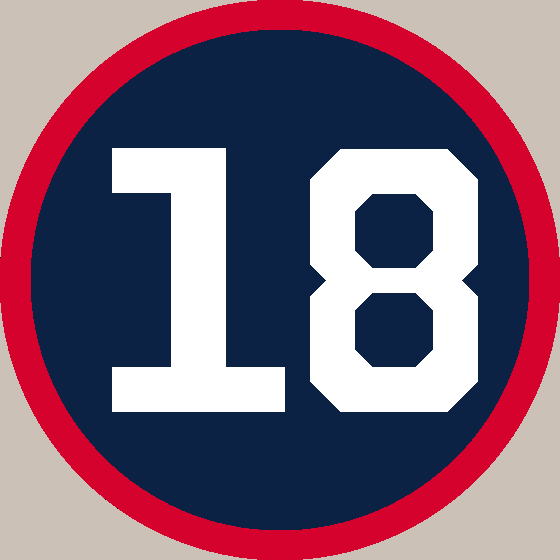
Mel Harder (P y entrenador). Retirado en 1990.
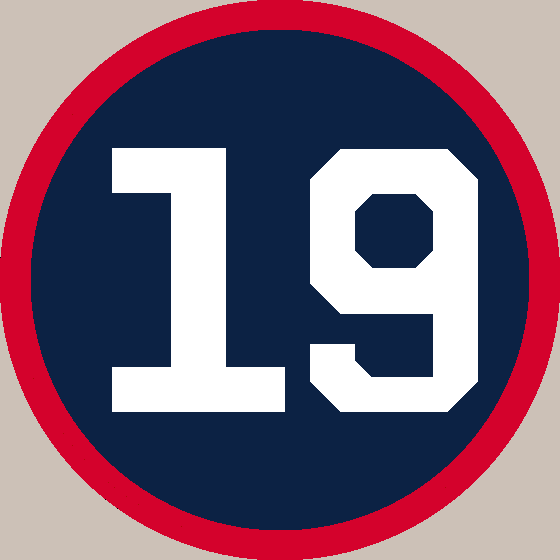
Bob Feller (P y entrenador). Retirado en 1957.
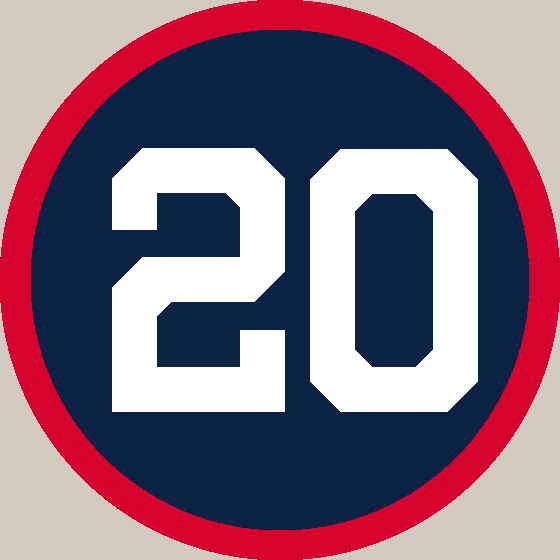
Frank Robinson (OF y mánager). Retirado en 2017.
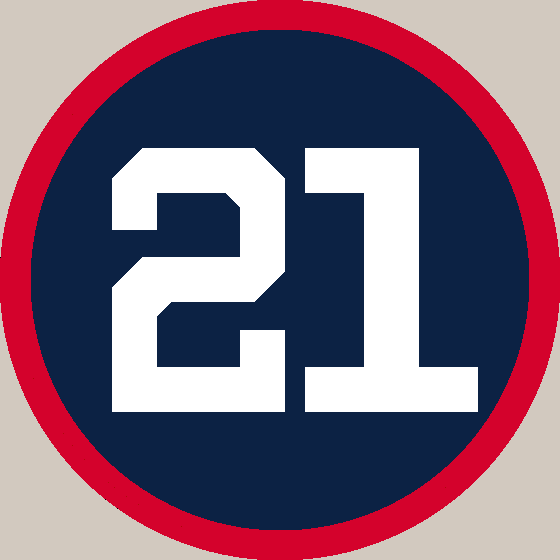
Bob Lemon (3B, P y entrenador). Retirado en 1998.
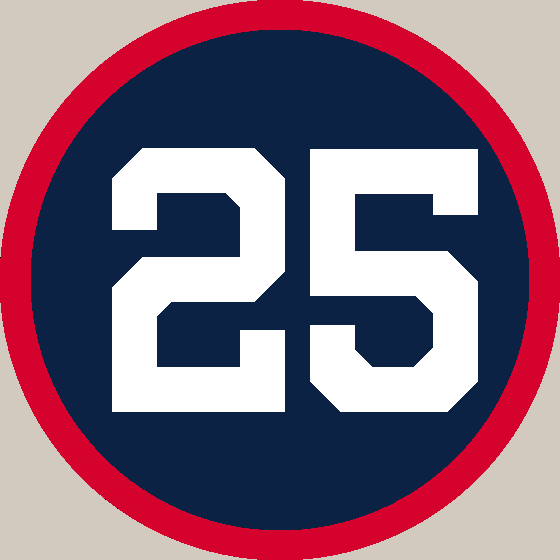
Jim Thome (1B, DH, 3B). Retirado en 2018.
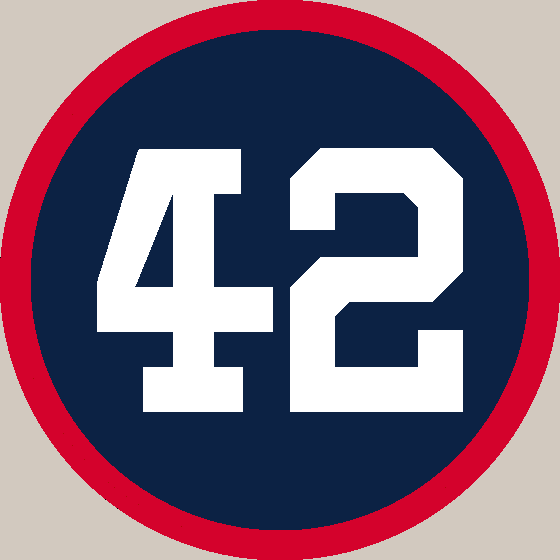
Jackie Robinson (2B). Retirado de toda la MLB en 1997.
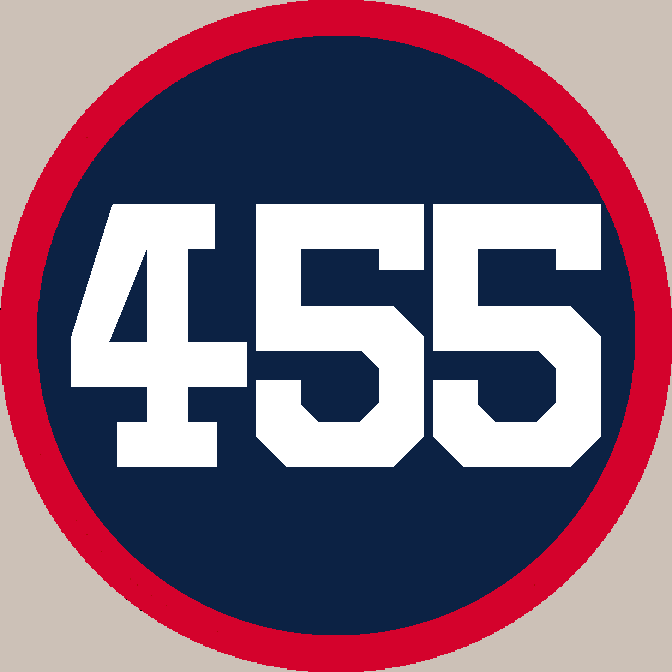
Los fanáticos. Retirado en 2001.

## Palmarés
- Serie Mundial (2): 1920, 1948.

- Subcampeón Serie Mundial (4): 1954, 1995, 1997, 2016.

- Banderines de la Liga Americana (6): 1920, 1948, 1954, 1995, 1997, 2016.

- División Central AL (12): 1995, 1996, 1997, 1998, 1999, 2001, 2007, 2016, 2017, 2018, 2022, 2024.